# Фалочи, Джованни
Джованни Фалочи (итал. Giovanni Faloci; род. 13 октября 1985, Умбертиде, Умбрия) — итальянский легкоатлет, специалист по метанию диска. Выступает за сборную Италии по лёгкой атлетике с 2005 года, обладатель серебряной медали Универсиады, многократный победитель и призёр первенств национального значения, участник летних Олимпийских игр в Токио.

## Биография
Джованни Фалочи родился 13 октября 1985 года в коммуне Умбертиде провинции Перуджа. Детство провёл на семейной ферме недалеко от Читта-ди-Кастелло.
Заниматься лёгкой атлетикой начал сравнительно поздно в возрасте 17 лет, проходил подготовку в клубе G.S. Fiamme Gialle под руководством тренера Лоренцо Кампанелли.
Впервые заявил о себе на международном уровне в сезоне 2005 года, когда вошёл в состав итальянской национальной сборной и выступил в метании диска на молодёжном европейском первенстве в Эрфурте (47,16).
В 2007 году в той же дисциплине занял седьмое место на молодёжном европейском первенстве в Дебрецене (55,84). Будучи студентом, представлял Италию на Универсиаде в Бангкоке — провалил все три свои попытки, не показав никакого результата.
В 2009 году был пятым в Суперлиге командного чемпионата Европы в Лейрии (59,77).
В 2011 году впервые одержал победу на чемпионате Италии в метании диска, занял девятое место в Суперлиге командного чемпионата Европы в Стокгольме (56,09), седьмое место на Универсиаде в Шэньчжэне (60,27), четвёртое место на Всемирных военных играх в Рио-де-Жанейро (59,52).
В 2012 году выступил на чемпионате Европы в Хельсинки (57,67).
В 2013 году вновь стал чемпионом Италии, показал седьмой результат в Суперлиге командного чемпионата Европы в Гейтсхеде (58,02), был пятым на Средиземноморских играх в Мерсине (60,21), завоевал серебряную медаль на Универсиаде в Казани (62,23), уступив только бразильцу Роналду Жулиану. На чемпионате мира в Москве с результатом 57,54 в финал не вышел.
На чемпионате Европы 2014 года Цюрихе метнул диск на 59,04 метра.
В 2018 году в третий раз победил на чемпионате Италии, занял четвёртое место на Средиземноморских играх в Таррагоне (60,16), выступил на чемпионате Европы в Берлине (59,27).
В 2019 году защитил звание чемпиона Италии, был четвёртым в Суперлиге командного чемпионата Европы в Быдгоще (60,25), метал диск на чемпионате мира в Дохе (59,77).
В июне 2021 года на домашних соревнованиях в Сполето установил свой личный рекорд — 67,36 метра. Выполнив олимпийский квалификационный норматив (66,00), удостоился права защищать честь страны на летних Олимпийских играх в Токио — в программе метания диска на предварительном квалификационном этапе показал результат 57,33 метра, чего оказалось недостаточно для выхода в финал.